# Мілянув (гміна)
Гміна Мілянув (пол. Gmina Milanów) — сільська гміна у східній Польщі. Належить до Парчівського повіту Люблінського воєводства.
Станом на 31 грудня 2011 у гміні проживало 4060 осіб.

## Площа
Згідно з даними за 2007 рік площа гміни становила 116.64 км², у тому числі:
- орні землі: 75.00%
- ліси: 18.00%

Таким чином, площа гміни становить 12.24% площі повіту.

## Населення
Станом на 31 грудня 2011:
| Опис     | Загалом | Загалом | Чоловіки | Чоловіки | Жінки | Жінки |
| -------- | ------- | ------- | -------- | -------- | ----- | ----- |
| одиниця  | осіб    | %       | осіб     | %        | осіб  | %     |
| все      | 4060    | 100     | 2037     | 50.17    | 2023  | 49.83 |
| міське   | 0       | 100     | 0        |          | 0     |       |
| сільське | 4060    | 100     | 2037     | 50.17    | 2023  | 49.83 |

## Сусідні гміни
Гміна Мілянув межує з такими гмінами: Вішніце, Вогинь, Комарувка-Подляська, Парчів, Семень, Яблонь.